# Campionato sudamericano maschile di pallacanestro 1961
Il 19º Campionato dell'America Meridionale Maschile di Pallacanestro (noto anche come FIBA South American Championship 1961) si è svolto dal 20 aprile al 30 aprile 1961 a Rio de Janeiro in Brasile. Il torneo è stato vinto dalla nazionale brasiliana.
I FIBA South American Championship sono una manifestazione contesa dalle squadre nazionali dell'America meridionale, organizzata dalla CONSUBASQUET (Confederazione America Meridionale), nell'ambito della FIBA Americas.

## Squadre partecipanti
- Argentina
- Brasile
- Cile
- Ecuador
- Paraguay
- Perù
- Uruguay
- Venezuela

## Classifica finale
| Pos | Squadra   | V-P |
| --- | --------- | --- |
|     | Brasile   | 7-0 |
|     | Uruguay   | 5-2 |
|     | Argentina | 5-2 |
| 4   | Paraguay  | 4-3 |
| 5   | Perù      | 3-4 |
| 6   | Cile      | 2-5 |
| 7   | Ecuador   | 1-6 |
| 8   | Venezuela | 1-6 |